# Aeroporto de Santa Maria (Rio Grande do Sul)
Aeroporto de Santa Maria (IATA: RIA - ICAO: SBSM) está localizado no município de Santa Maria, Rio Grande do Sul. O aeroporto opera junto à Base aérea e estão situados na RSC-287, no bairro Camobi, no distrito da Sede.

## História
A atividade aérea teve início em 1933, sendo o campo de aviação localizado no sítio do Boi Morto - atualmente território do bairro São Valentim, e posteriormente, transferido para Camobi. O atual local escolhido para a atividade aeronáutica (Camobi), foi em função da localização próxima da rede rodoviária e ferroviária. O Aeroporto Civil foi inaugurado em 1945 e a Base Aérea foi inaugurada em 1971.
O Aeroporto Civil de Santa Maria, dista em 12 km do Centro de Santa Maria, no bairro de Camobi. O aeroporto é vizinho à Universidade Federal de Santa Maria e possuI voos comerciais direto para Porto Alegre. O Aeroporto Civil, a Base aérea, bem como o aeroclube ocupam o mesmo espaço geográfico, onde utilizam a mesma pista de pouso e decolagem.
Era de administração do comando da aeronáutica do Brasil, sendo que o terminal de passageiros e o perímetro civil foram municipalizados em 2015.

## Dados da pista
O aeroporto de Santa Maria possuía a segunda maior extensão de pista entre todos os aeroportos do Rio Grande do Sul, com 2.700m, Atrás somente da Base Aérea de Canoas (2.751m), porém o Aeroporto Internacional de Porto Alegre recebeu uma obra de ampliação da sua pista principal em 920 metros, passando dos antigos 2.280 metros para 3.200 metros, o que colocou Santa Maria na terceira posição em termos de comprimento de pista.<
A pista principal do Aeroporto de Santa Maria (11/29) se figura entre as 20 maiores do Brasil, encontra-se na 17.ª posição, ficando à frente de aeroportos como o de Maceió/AL, Natal/RN, Campo Grande/MS, Goiânia/GO, entre outros. Já pista secundária (02/20) se encontra na 73.ª posição entre as 100 maiores do país.
Suas coordenadas são as seguintes: 29°42'39.00"S de latitude e 53°41'32.00"W de longitude. Possui uma pista de 2700x45m de concreto (11/29) e outra de 1800x30m, de asfalto (02/20).